# Margarethe von Trotta
Margarethe von Trotta, all'anagrafe Margarethe Maria von Trotta (Berlino, 21 febbraio 1942), è una regista, sceneggiatrice e attrice tedesca.

## Biografia
Nata nel 1942 a Berlino, è figlia di Elisabeth von Trotta (nata a Mosca nel 1900, discendente di una nobile famiglia germano-baltica) e del pittore Alfred Roloff (Lassan, 19 marzo 1879 - Rade bei Rendsburg, 7 o 19 dicembre 1951). Alla fine della guerra, andò ad abitare insieme alla madre a Düsseldorf. Dopo aver frequentato per due anni una scuola commerciale, lavorò un paio di mesi in un ufficio.
Durante un suo soggiorno parigino, ebbe contatti con il mondo del cinema, partecipando a delle riprese. Cominciò a studiare arte e, dopo essersi trasferita a Monaco di Baviera proseguì gli studi universitari, frequentando nel contempo una scuola di recitazione.
Si laureò presso l'Università Ludwig Maximilian di Monaco discutendo una tesi in filologia romanza.
Esponente del nuovo cinema tedesco, iniziò la carriera a Parigi nel 1960 come attrice per Rainer Werner Fassbinder e per Volker Schlöndorff, che sposa nel 1969, cominciando successivamente a collaborare alla regia di vari cortometraggi cinematografici. 
Esordì con Il caso Katharina Blum, tratto da un romanzo di Heinrich Böll. Nel 1981 uscì Anni di piombo, Leone d'oro alla Mostra del Cinema di Venezia, film che valse a proiettarla tra i registi di culto. Nel 2012 ha diretto Hannah Arendt, un film biografico sull'accademica ebrea tedesca.
Dal 2017 è la presidente del Bif&st-Bari International Film Festival, ideato e diretto da Felice Laudadio.

## Filmografia

### Cinema

#### Regista
- Il caso Katharina Blum (Die verlorene Ehre der Katharina Blum), co-regia con Volker Schlöndorff (1975)
- Il secondo risveglio di Christa Klages (Das zweite Erwachen der Christa Klages) (1978)
- Sorelle - L'equilibrio della felicità (Schwestern oder die Balance des Glücks) (1979)
- Anni di piombo (Die bleierne Zeit) (1981)
- Lucida follia (Heller Wahn) (1983)
- Rosa L. (Die Geduld der Rosa L.) (1985)
- Essere donne (Felix), co-diretto con Christel Buschmann, Helke Sander e Helma Sanders-Brahms (1988) - episodio Eva
- Paura e amore (Fürchten und Lieben) (1988)
- L'africana (Die Rückkehr) (1990)
- Il lungo silenzio (Zeit des Zorns) (1993)
- La promessa (Das Versprechen) (1995)
- Rosenstrasse (2003)
- Io sono l'altra (Ich bin die Andere) (2006)
- Vision - Aus dem Leben der Hildegard von Bingen (2009)
- Hannah Arendt (2012)
- Die abhandene Welt (2015)
- Forget About Nick (2017)
- Ingeborg Bachmann - Journey Into the Desert (2023)

### Televisione
- Winterkind – film TV (1997)
- Mit fünfzig küssen Männer anders – film TV (1999)
- Dunkle Tage – film TV (1999)
- Jahrestage – serie TV, 4 episodi (2000)
- Die andere Frau – film TV (2004)
- Tatort – serie TV, 1 episodio (2007)
- Die Schwester – film TV (2010)
- Mai per amore – miniserie TV (2012)

### Sceneggiatrice e attrice
- L'improvvisa ricchezza della povera gente di Kombach (Der plötzliche Reichtum der armen Leute von Kombach), regia di Volker Schlöndorff – film TV (1971)
- Colpo di grazia, dal romanzo Il colpo di grazia di Marguerite Yourcenar, regia di Volker Schlöndorff - film 1976.

## Riconoscimenti principali
- Mostra del Cinema di Venezia 1981: Leone d'oro: Anni di piombo (Die bleierne Zeit) di Margarethe von Trotta
- Festival des films du Monde, Montréal: Premio del pubblico miglior film, Prix OCIC
- Premio Federico Fellini 8 1/2 per l'eccellenza artistica al Bif&st di Bari 2010.